# ウォルマート効果
『ウォルマート効果』（The Wal-Mart Effect）は、『ファスト・カンパニー』誌の上級編集者である経済記者・評論家、チャールズ・フィッシュマンが2006年に出版した本で、大手小売チェーン店、ウォルマートに起因する地域および世界の経済効果について述べている。
著書の中で「ウォルマートは間違いなく世界最大の私企業による経済機構であり、『ウォルマート効果』という言葉は、ウォルマートの事業手法が消費者に与える肯定的な影響と否定的な影響の両方を幅広く示す略語である」と書いている。これらの影響は、地域での購買体験の都市郊外化、あらゆる生活必需品の地場価格の引き下げ、伝統的な地域の商店街の持続可能性の低下、賃金の継続的な引き下げ圧力、ウォルマートの規模に匹敵することを目指す中小消費財企業の統合、インフレ率の継続的な引き下げ圧力、そして、幅広い事業における新規かつ絶え間ない経費削減の為の精査によって、薄利多売での事業存続を強いること、などを挙げている。そして、ウォルマートは「資本主義が公正な競争を促す為に頼りにしている市場原理を超えており、又、自ら市場原理を作り出している為、その市場原理に拘束されない」と結論付けている。 
なお、ウォルマート効果という言葉を作ったのはフィッシュマンではなく、1990年、記者のジュリー・モリスがUSAトゥデイ紙の記事でこの表現を用いたことに由来する。 
本書の出版を受け、ウォルマートは調査・コンサルティング会社のグローバル・インサイト社に、この現象に関する独自の調査を依頼した。 『ウォルマート効果』は、ウォルマートが地域経済に与える経済効果を論評・分析した数冊の書籍のうちの1冊で、他にも経済学者マイケル・J・ヒックス著『ウォルマートの地域経済への影響』  『ウォルマート：21世紀における資本主義の素顔』（アメリカ労働史学者、ネルソン・リキテンスタイン著）などがある。
『ウォルマート効果』の出版以来、経済学者や記者などが、ウォルマートによる新たな影響を報告している。2013年、米下院教育・労働力委員会の民主党職員は、『我々の経済に於ける、ウォルマートによる低廉な賃金の耽溺性：ウォルマートの薄給と納税者及び経済成長への影響』という報告書を発表した。この報告書では、ウォルマートが米国政府の財政に与える影響を分析し、少なくとも300人の従業員を抱えるウォルマート1店舗あたり、公的医療保険制度、家賃支援給付金、給食費補助、勤労所得税額控除など、従業員の為の社会保障制度に年間90万ドルから175万ドルの税金が掛かると結論づけている。 